# Aleja Marszałka Józefa Piłsudskiego w Olsztynie
Aleja Marszałka Józefa Piłsudskiego – jedna z głównych ulic Olsztyna. Rozciąga się od placu Jana Pawła II, gdzie krzyżują się ulice Pieniężnego, 11 Listopada i 1 Maja, do wschodnich granic administracyjnych miasta. Ulica przebiega przez teren Śródmieścia, osiedla Kościuszki i osiedla Mazurskiego, a także stanowi granicę pomiędzy osiedlami Pojezierze i Kormoran.
W czasach Prus Wschodnich, aleja nosiła nazwę Kleeberger-Straße (ulica Klebarska), ponieważ prowadziła w kierunku wsi Klebark Mały, w czasach PRLu al. Zwycięstwa.

## Dane drogi
Aleja Marszałka Piłsudskiego jest drogą posiadającą po dwa pasy w każdym kierunku (poza odcinkami od placu Jana Pawła II do ulicy Kościuszki i od skrzyżowania z ulicami Wyszyńskiego i Leonharda do granic administracyjnych miasta, gdzie kierowcy mają do dyspozycji po jednym pasie w każdym kierunku).
Na trasie ulicy zainstalowane są 4 sygnalizacje świetlne:
- Skrzyżowanie z ulicami Pieniężnego, 1 Maja i 11 Listopada (przy placu Jana Pawła II)
- Skrzyżowanie z ulicą Kościuszki
- Skrzyżowanie z ulicą Obiegową
- Skrzyżowanie z ulicami Wyszyńskiego i Leonharda

## Obiekty
Przy alei Marszałka Piłsudskiego znajdują się m.in.:
- Warmińsko-Mazurski Urząd Wojewódzki
- Urząd Skarbowy
- Rejonowy Urząd Pracy
- Siedziba olsztyńskiej Straży Miejskiej
- Areszt Śledczy
- Zespół Szkół Ogólnokształcących nr 2 (IV Liceum Ogólnokształcące im. Marii Skłodowskiej-Curie i Gimnazjum nr 4)
- Zespół Szkół Mechaniczno-Energetycznych im. Tadeusza Kościuszki
- Centrum Handlowe Aura
- Centrum Handlowe Dukat (dawny PDT)
- Stadion OSiR
- Planetarium
- Hala widowiskowo-sportowa Urania i Centrum Handlowo-Usługowe „Urania”
- Specjalny Ośrodek Szkolno-Wychowawczy im. Kornela Makuszyńskiego

## Pomniki
- Pomnik Wyzwolenia Ziemi Warmińsko-Mazurskiej na placu Xawegero Dunikowskiego (dawniej nosił nazwę placu Armii Czerwonej, sam plac położony jest przy samej al. Piłsudskiego nieopodal skrzyżowania z ul. Emilii Plater i przy dawnym gmachu Rejencji olsztyńskiej, dawnej siedziby Dyrekcji Okręgowej Kolei Państwowych, obecnie Wojewódzkiego Sądu Administracyjnego i Urzędu Marszałkowskiego)
- Głaz 40-lecia powrotu Warmii i Mazur do Macierzy (przy placu Inwalidów Wojennych)

## Komunikacja
Aleją Marszałka Piłsudskiego biegną trasy 14 linii autobusowych (w tym jednej nocnej). Są to linie numer 101, 105, 106, 107, 109, 110, 111, 113, 117, 120, 126, 128, 305 oraz N01. Od 2015 r.  przejeżdżają tędy także tramwaje linii 1, 4, 5.

## Galeria

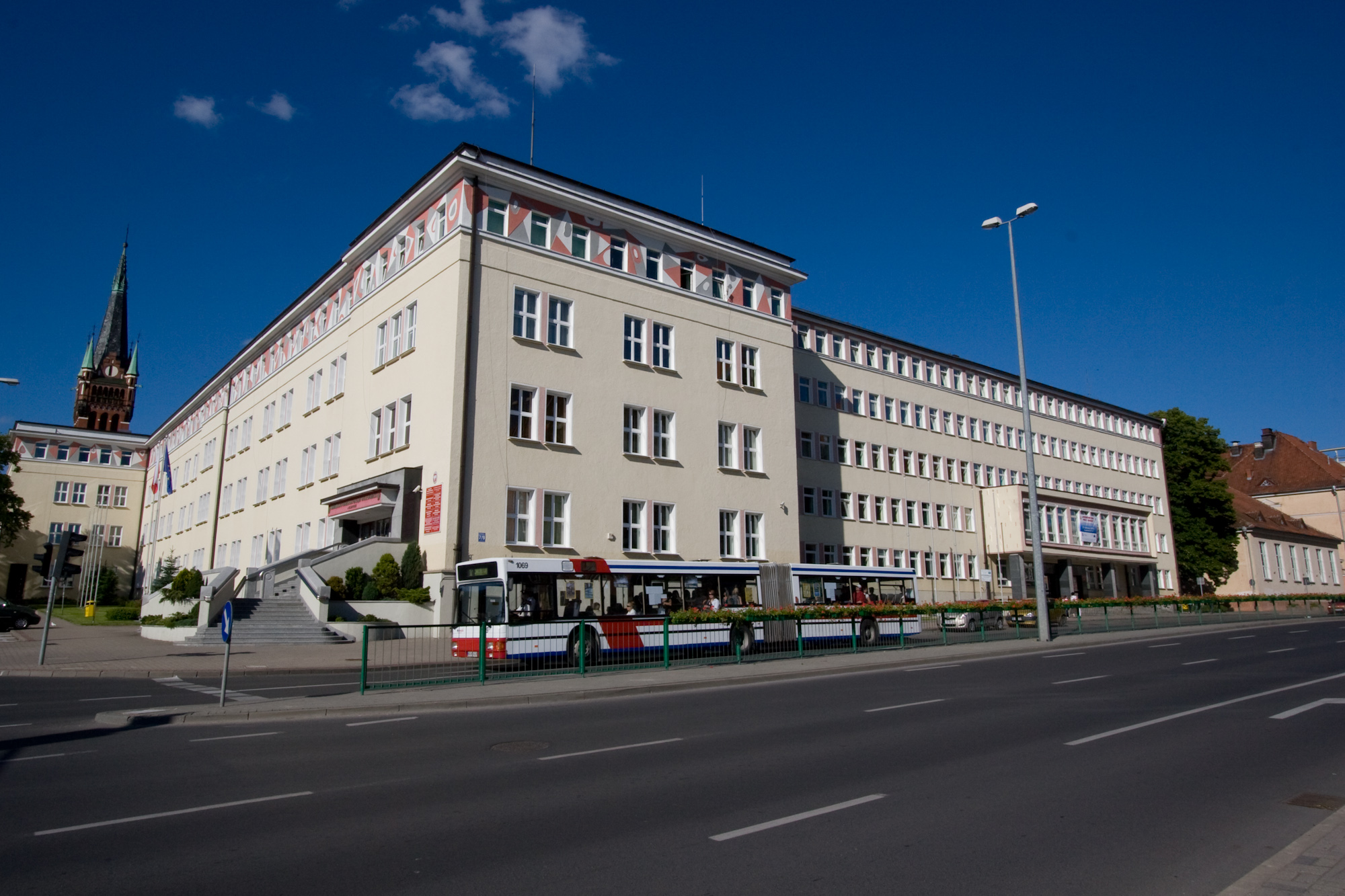
Warmińsko-Mazurski Urząd Wojewódzki
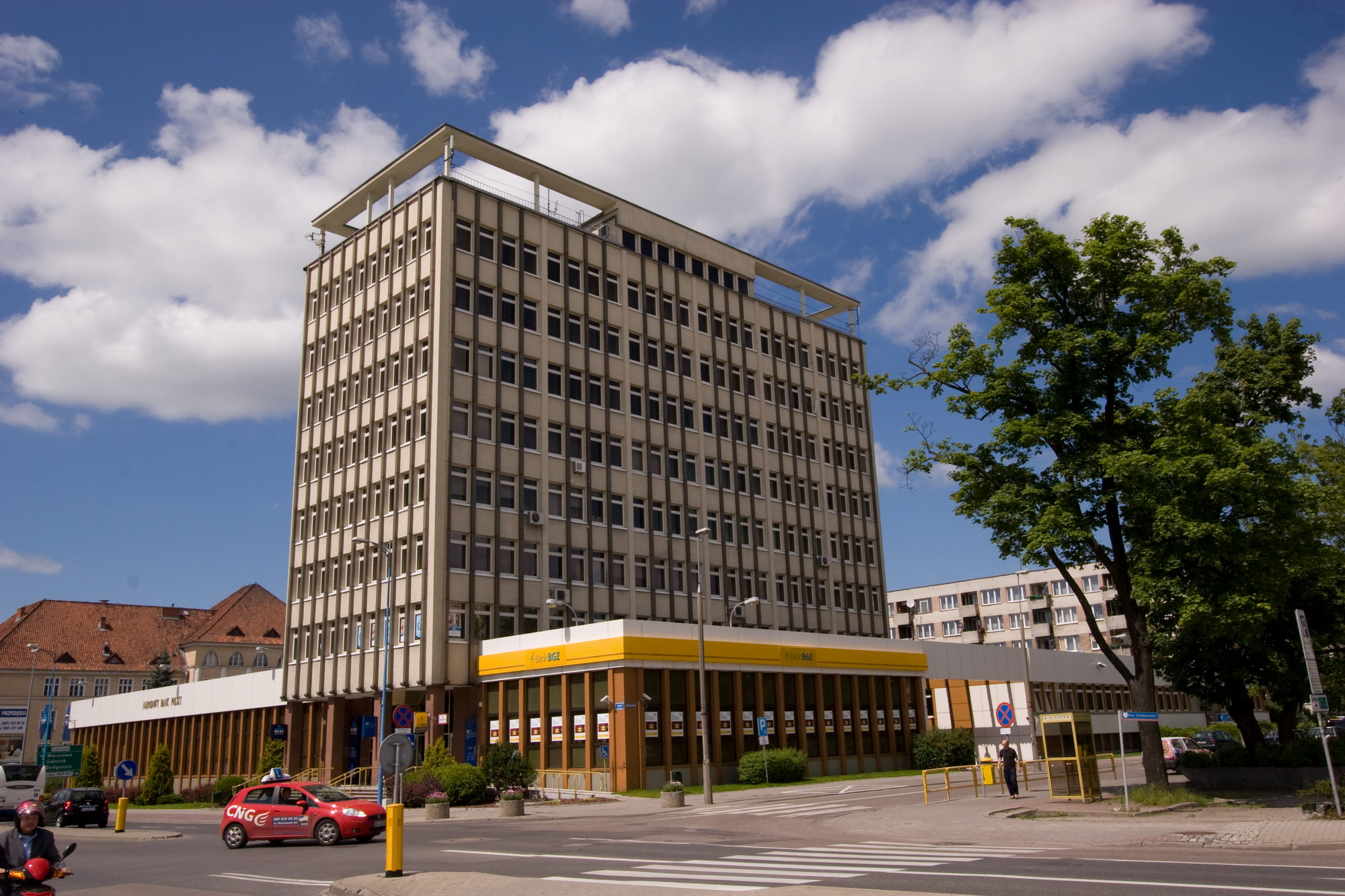
Budynek Narodowego Banku Polskiego
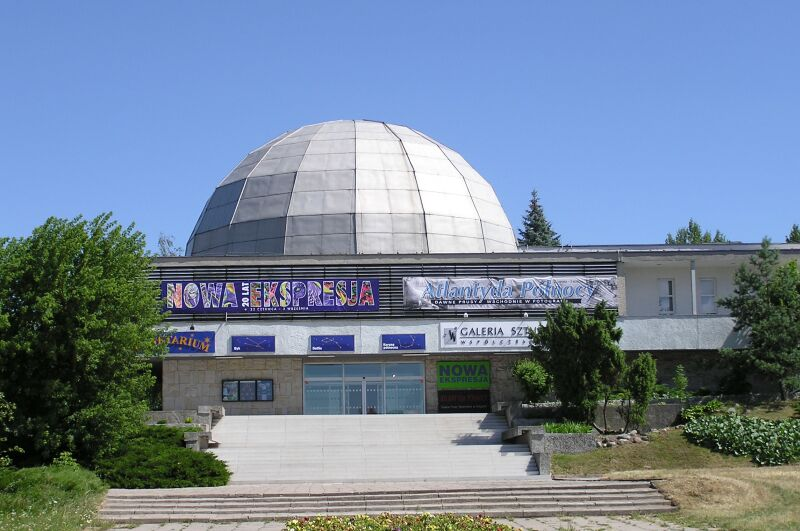
Planetarium
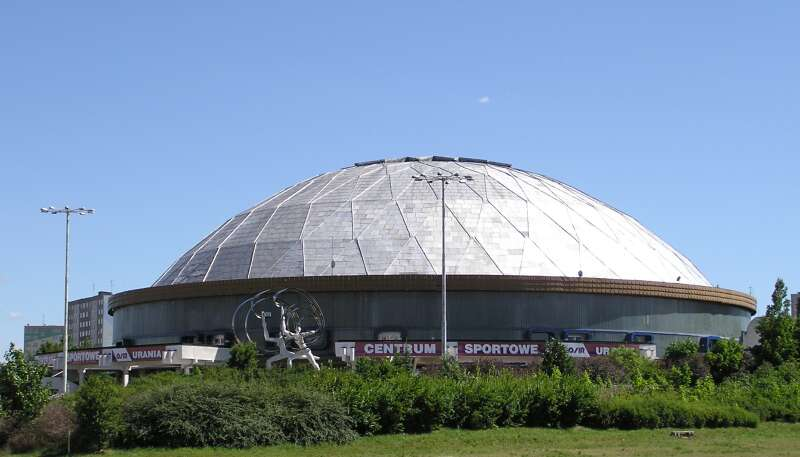
Hala „Urania”
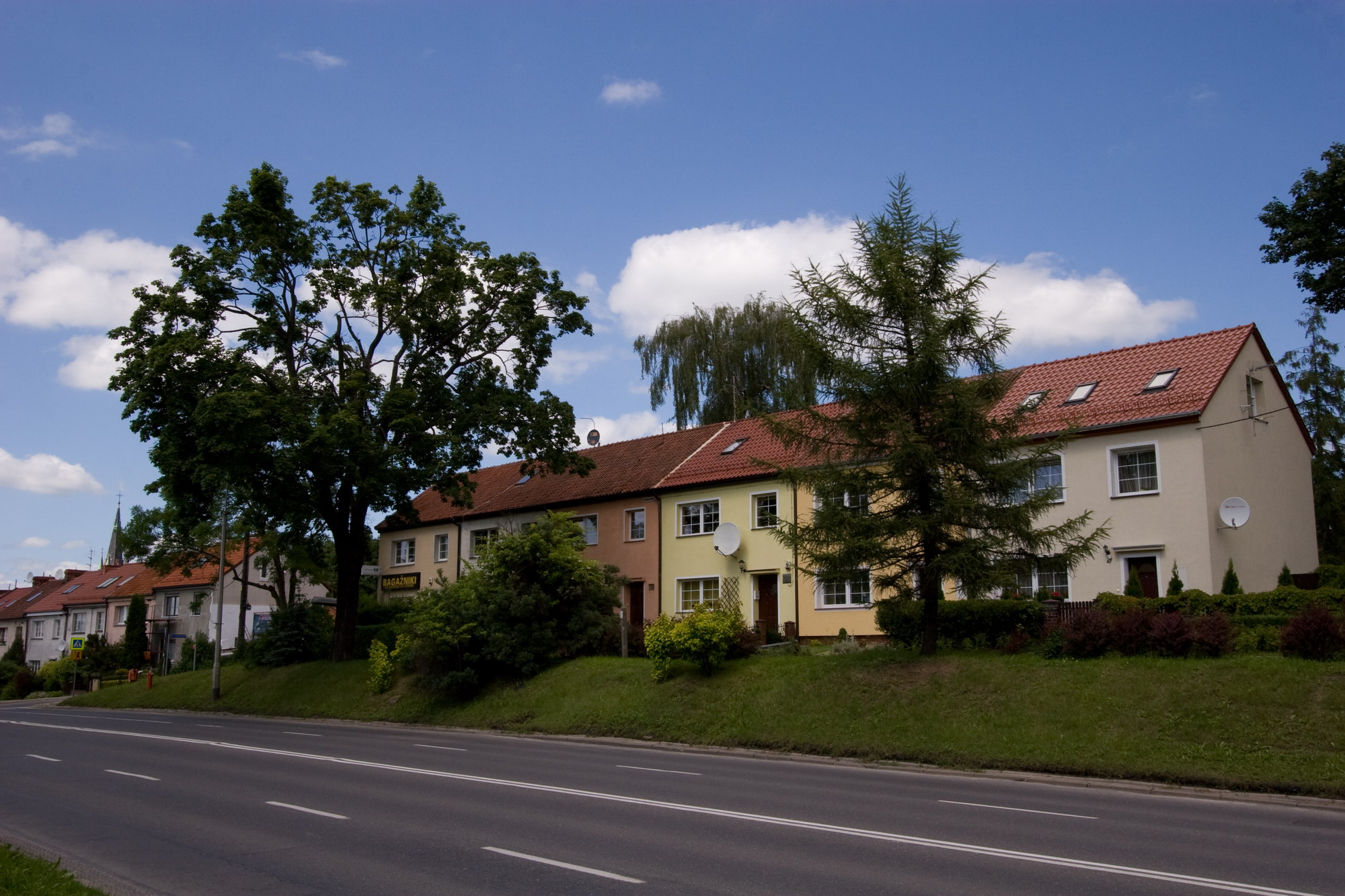
Domki jednorodzinne w pobliżu alei